# Watchman Nee

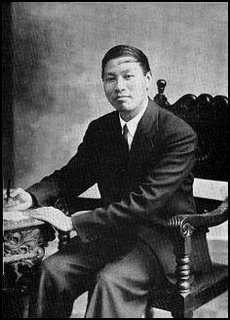
Watchman Nee

Watchman Nee neboli Ní Tuòshēng (4. listopadu 1903 – asi 30. května 1972) byl čínský křesťanský kazatel a spisovatel, který pro svou víru strávil více než dvacet let ve vězení, kde i zemřel.
Jeho spisy byly přeloženy do řady jazyků, včetně češtiny; mezi nejznámější patří Duchovní člověk a Normální křesťanská víra. Nee se také věnoval zakládání sborů, výuce studia Bible a vychovávání křesťanských pracovníků.

## Život a služba
Watchman Nee se narodil 4. listopadu 1903, jako třetí z 9 dětí. Jeho rodiče Ni Weng-hsiu a Lin He-Ping (Peace Lin) byli metodisté, proto byl pokřtěn metodistickým biskupem v kojeneckém věku.
Watchman Nee se stal křesťanem v dubnu roku 1920 ve věku sedmnácti let. Ihned cítil silnou vnitřní potřebu předávat evangelium svým spolužákům a krajanům. Prostřednictvím jeho kázání byli téměř všichni jeho spolužáci přivedeni ke křesťanství a do školy přišlo probuzení, které se rozšířilo v roce 1923 i na obyvatele jeho rodného města.
V 21 letech Nee založil v Sitiawanu v Malajsii během návštěvy své matky, která se tam přestěhovala, svůj první místní sbor. V roce 1926 založil další místní sbor v Šanghaji. Tento sbor se stal centrem jeho práce pro celou Čínu. V roce 1932 se Neeho praxe zakládání místních sborů rozšířila po Číně, Indonésii, Malajsii a Singapuru. Tohoto vzoru se Nee držel až do svého uvěznění.

## Uvěznění a smrt
Po převzetí moci čínskou komunistickou stranou v roce 1949 se Watchman Nee rozhodl trvale zůstat v Šanghaji. V roce 1952 byl pro svou víru uvězněn a vězněn zůstal až do své smrti v roce 1972.
V létě 1956 byl Nee po dlouhém soudním procesu odsouzen k 15 letům vězení, ale po uplynutí této doby nebyl propuštěn. Během jeho uvěznění jej směla navštěvovat jen jeho manželka Charity Chang. Charity zemřela 7. listopadu 1971. Smrt jeho ženy mu přinesla zármutek a znemožnila mu kontakt s vnějším světem. Watchman Nee zemřel nedlouho po její smrti, 30. května 1972.